# Sinorchis
Sinorchis é um género botânico pertencente à família das orquídeas (Orchidaceae).